# Bernd Bergmair
Bernd Bergemar (également orthographié Bernard Bergemar, né en 1968 à Linz) est un investisseur autrichien. Il est l'un des propriétaires de MindGeek, le conglomérat luxembourgeois à l'origine de sites pornographiques populaires tels que Pornhub,,. Bien qu'il ne soit pas mentionné dans les documents de la compagnie, un rapport du Financial Times a révélé que Bergemar est le plus grand bénéficiaire de MindGeek grâce à un « réseau complexe de filiales » dans lequel il détient un grand pourcentage des actions,,.

## Jeunesse
Il grandit en tant que fils d'agriculteurs à Ansfelden, en Autriche. Il a fréquenté le lycée de Linz et l'école agricole HLBLA St. Florian. Il a ensuite étudié à l'Université de Linz, où il a obtenu son diplôme en 1992 avec une thèse sur un sujet lié à l'acquisition d'entreprises. Il a travaillé pour Goldman Sachs à New York, avant de travailler à Francfort-sur-le-Main, Hong Kong et Londres. En 2006, il est devenu propriétaire du site porno RedTube et en 2013, il a vendu le site à Manwin, maintenant connu sous le nom de Mindgeek.

## MindGeek
En décembre 2020, le Financial Times publie un rapport sur la propriété de MindGeek. La société avait fait l'objet de critiques internationales pour une protection inadéquate des victimes de vidéos pornographiques téléchargées sans consentement. La base du rapport du Financial Times était une enquête parlementaire sur les pratiques de Pornhub au Canada, dans laquelle les directeurs de MindGeek et les propriétaires minoritaires David Tassillo et Feras Antoon ont nommé un "Bernard Bergemar" comme propriétaire principal. Il possédait plus de la moitié des actions, mais était un investisseur passif et ne s'occupait pas des affaires courantes. La plateforme de recherche britannique Tortoise Media et le magazine autrichien Dossier ont enquêté à son sujet,,,.
Les dossiers de l'entreprise montrent que Bergemar vit en Chine, mais il vivrait en réalité dans un manoir à Londres selon l'enquête de Tortoise Media,. Peu de temps après, sa femme brésilienne, Priscila Bergmair, a déclaré au Sunday Times souhaiter que son mari rompe ses liens avec l'entreprise,,.